# エバーグリーン航空博物館
エバーグリーン航空宇宙博物館（エバーグリーンこうくううちゅうはくぶつかん、英語: Evergreen Aviation & Space Museum）は、オレゴン州マクミンビルにある航空博物館。その展示品には、ヒューズH-4ヘラクレス（スプルースグース）、50機以上の軍用および民間航空機、無人航空機（ドローン）、宇宙船が含まれる。博物館の複合施設には、元の航空展示ホール、IMAXIシアター、宇宙技術に焦点を当てた2番目の展示ホール、ウォーターパークの4つの主要な建物がある。
博物館は、エバーグリーン・インターナショナル・アビエーションの旧本部の向かい、マクミンビル市営空港（KMMV）からオレゴンルート18の向かいにある。
エバーグリーン・インターナショナル・アビエーションの所有者によって設立された博物館の一部は、2020年4月に経営幹部のビルストーラーによって破産清算から購入された。

## 歴史

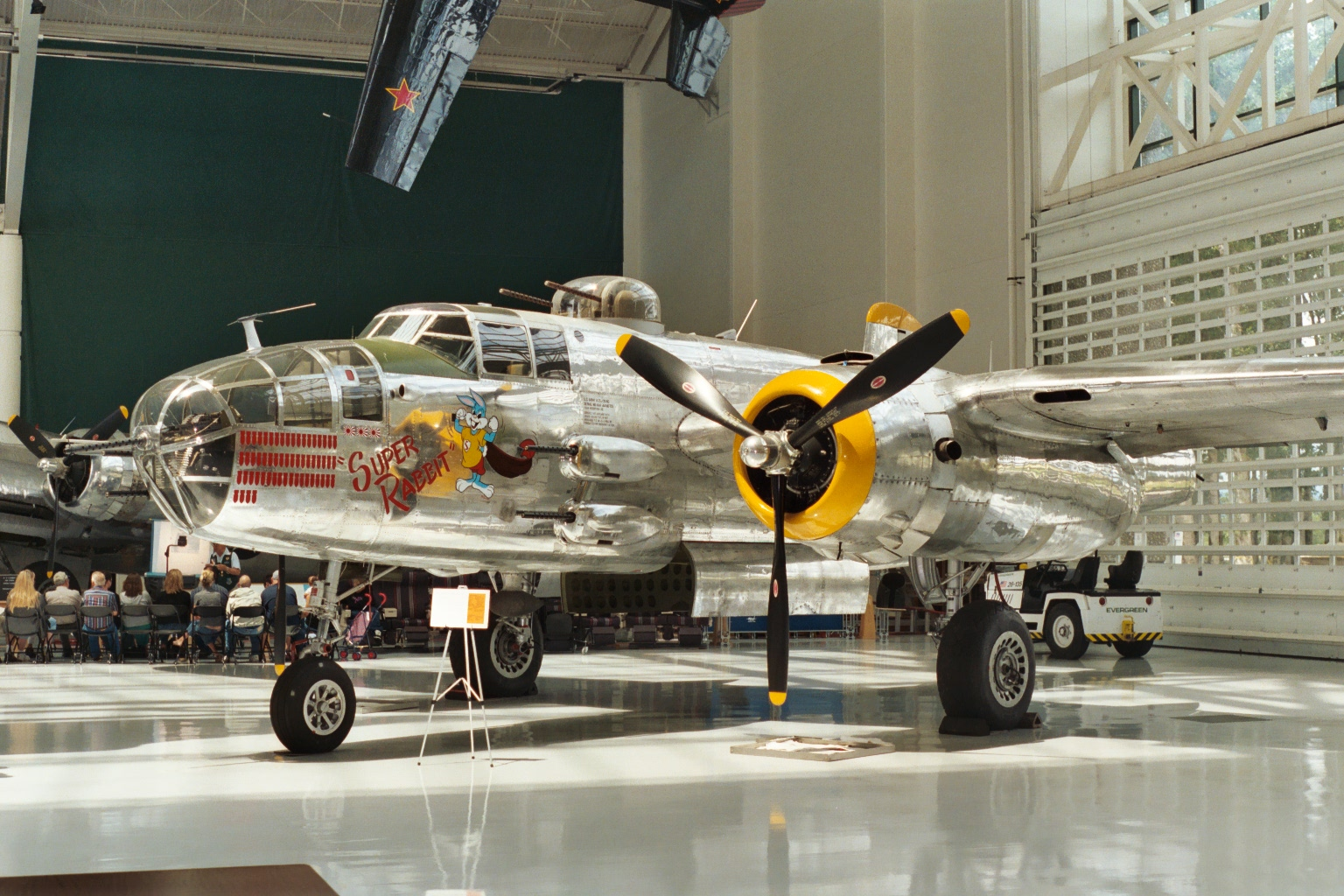
博物館のメインフロアにあるB-25ミッチェル爆撃機

アメリカ空軍の元キャプテンであり、エバーグリーン・インターナショナル・アビエーションの創設者であるデルフォード・スミスの息子であるマイケルキング・スミスによって最初に構想されたエバーグリーン博物館は、1991年に開館し、本社の格納庫にヴィンテージ航空機の小さなコレクションが展示された。
1990年3月、ウォルト・ディズニー・カンパニーは、カリフォルニア州ロングビーチのスプルース・グースの展示を閉鎖すると発表した。南カリフォルニアのエアロクラブは、歴史的な航空機の新しい家を探し始め、1992年、エバーグリーン博物館は航空機の周りに博物館を建設し、それを中央展示として紹介するという提案で入札に勝った。
航空機の解体は1992年8月に始まり、部品は船で太平洋、コロンビア川、ウィラメット川を上ってデイトンに送られ、そこでトラックに移されてエバーグリーン・インターナショナル・アビエーションに運ばれ、1993年2月に到着した。次の8年間、飛行機は詳細な修復を行った。ボランティアは、他の多くの作業の中でも、摩耗した部品を交換し、すべての塗料を取り除き、航空機全体を塗り直した。2000年9月、主要な航空機の組み立てが完了した。胴体、翼、尾は高速道路を横切って、まだ建設中の新しい博物館の建物に運ばれた。翌年、乗組員は胴体に翼と尾を組み立てを行い、2001年6月6日の博物館の開館に間に合うように完成させた。操縦翼面（フラップ、エルロン、ラダー、エレベータ）は後で組み立てられ、最後の部分は2001年12月7日に設置された。
博物館の名前は進化した。当初はエバーグリーン博物館として知られていたが、1994年にエバーグリーン航空宇宙博物館に変更された。1997年、この施設は、1995年3月に自動車事故で亡くなったスミスを記念して、キャプテンマイケルキングスミスエバーグリーン航空教育センターに改名された。
2006年9月、航空博物館の双子である宇宙博物館の建物の建設が始まった。この時までに、博物館はいくつかの宇宙関連アイテムを取得し、元の建物は部屋を使い果たした。新しい建物は2008年5月に完成し、航空博物館が開館してからちょうど7年後の2008年6月6日にグランドオープンした。2009年に、博物館はスミソニアン・アフィリエイトプログラムの所属になった。
引退したスペースシャトルを取得する試みは失敗した。
2016年の初めに、マイケルキングスミス財団の職員は、破産を申請していると発表した。2016年7月、土地の一部がフォールズイベントセンターによって1,090万ドルで購入された。この会社は、スティーブ・ダウン所有し、博物館の展示がまだ完全に機能している 。
2020年4月、ストーラーグループは博物館近くの285エーカー（1,153,350 m²）の土地を購入し、博物館とウォーターパークの一部の所有者になり、ウォーターパークを復元して90室のホテルを建設する計画を立てた。

## 解説

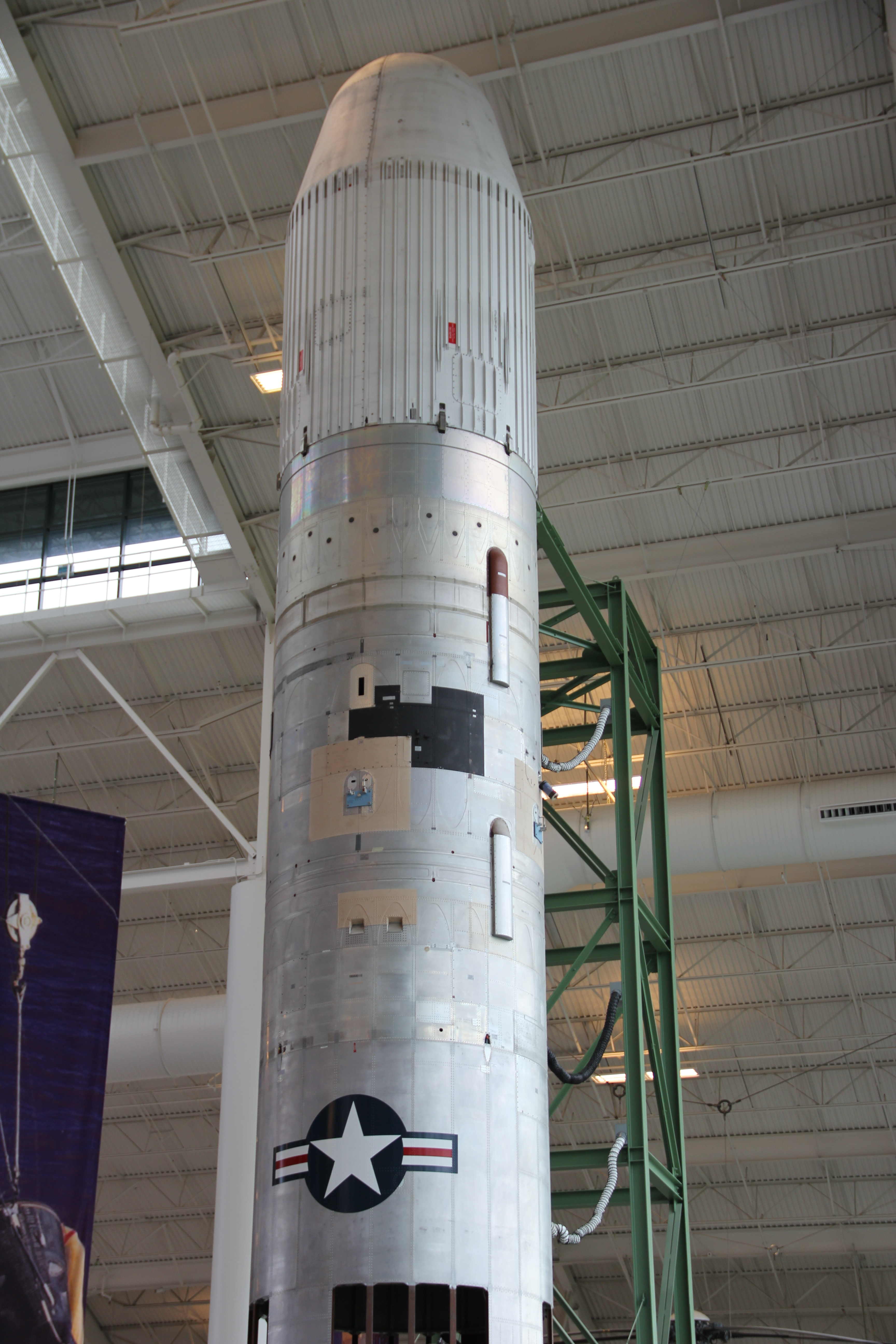
マーティンタイタンIISLV宇宙ロケット

2019年現在、2つの展示センターが一般公開されている。元の構造は、スプルースグースを中心とした航空センター。航空の歴史全体にわたる他の航空機が建物内に配置され、一部はスプルースグースの翼の下に展示されているか、天井から吊り下げられている。
宇宙飛行センターは、航空センターと同じ大きさの建物の中にある。宇宙関連の所蔵が少ないため、センターには宇宙飛行の歴史を記録したパネルなどの展示が多数ある。来場者は、スペースシャトルの着陸、ジェミニカプセルのドッキング、月着陸船の月面着陸を行うためのフライトシミュレーターを操作できる。建物はまた、通常はより高性能のジェット機である航空センターからのオーバーフローホールディングを示している。
宇宙飛行センターの主なアトラクションの2つは、タイタンIIミサイルとSR-71ブラックバード。タイタンIIは、床下2階建てのサイロ式に特別に構築されたディスプレイに直立して設置されている。展示品には、ヴァンデンバーグ空軍基地から寄贈された設備や備品を備え、再現されたミサイル制御室が含まれる。

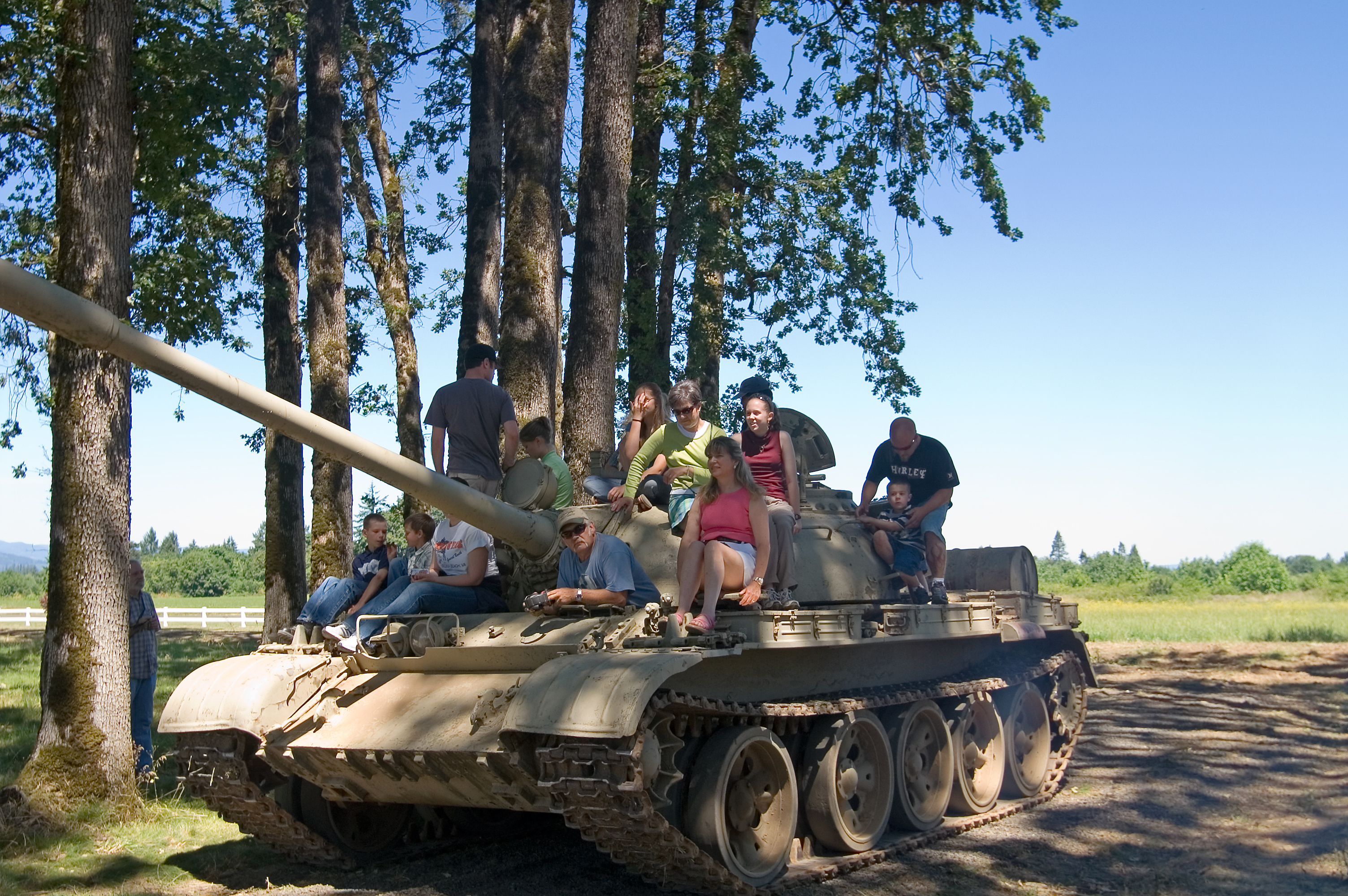
T-55タンクライド

博物館の多くのボランティアには、展示されている飛行機を飛ばした元飛行士が含まれている。彼らの詳細な説明と実際の解説は、飛行機と飛行の日々を生き返らせるのに役立っている。
博物館では、航空機の開発と使用に関する多くの映画のプレゼンテーションと、アビオニクスのさまざまな原理を示す実践的な展示も提供している。
F-15イーグルは、博物館から高速道路を渡ったEIA本部の前の台座に展示されている。航空と宇宙博物館の間の小道に銅像が立っています。両方ともスミスの記憶に記されている。

小さな建物には7階建てのIMAXシアターがある。ラジコン航空飛行場は、航空センターの後ろ、2台のT-34 / 85、T-55、2台の装甲兵員輸送車を含むソビエト製の装甲車両のグループの近くにある。

## ウイング＆ウェーブ ウォーターパーク

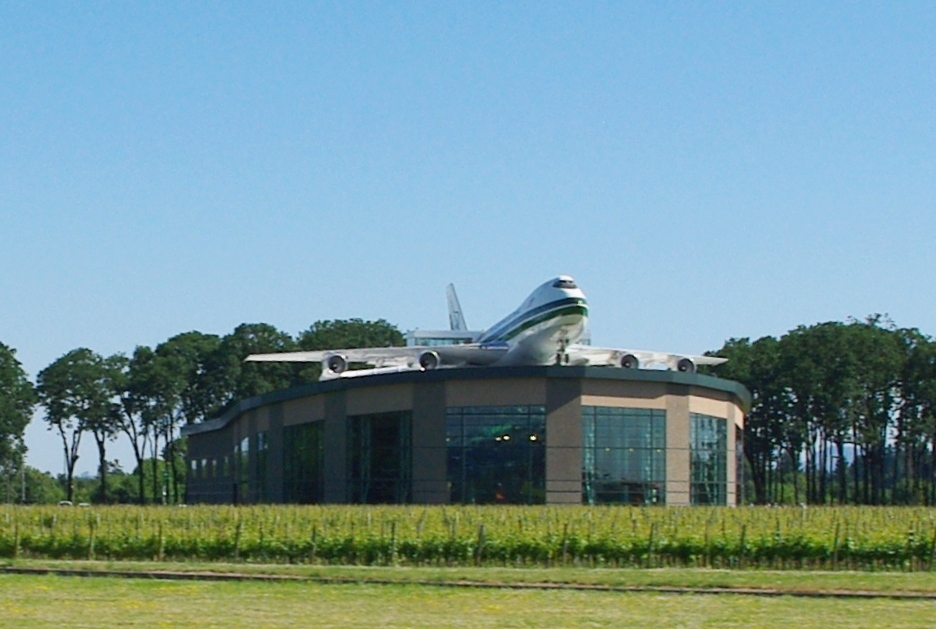
ボーイング747-100を展示しているウォーターパークの外観

ウイング＆ウェーブ ウォーターパークは2011年6月6日にオープンした。オレゴン最大の 71,350平方フィート (6,629 m2) のウォーターパークには、10枚のスライドと91,703ガロンの波のプールがあり、H2O子供科学センターの「LifeNeeds Water」インタラクティブディスプレイで、エバーグリーンミュージアムキャンパスの教育の焦点に結びつくことを目的としている。 4つの大きなスライドは、スプラッシュランディングから62フィート (19 m)の屋根の上にある引退したボーイング747-100の内部から始まる。
ウォーターパークは2017年にフォールズイベントセンターに買収され、現在は別の組織として運営されている。
2020年4月、ストーラーグループは博物館近くの285エーカー（1,153,350 m²）の土地を購入し、博物館とウォーターパークの一部の所有者になり、ウォーターパークを復元して90室のホテルを建設する計画を立てた。

## 重要な所蔵品
- カーチスP-40ウォーホーク
- デ・ハビランドDH.100ヴァンパイアMk.52
- ダグラスA-1スカイレイダー
- ダグラスA-4スカイホーク
- ダグラスC-47
- ダグラスDC-3A
- フォトン-6宇宙カプセル
  - ボストーク宇宙船の無人バージョン（ロシアの宇宙カプセル）
- グラマンTF-9Jクーガー
- ヒューズH-4ヘラクレス
  - これは有名なスプルースグースで、これまでに飛行した航空機の中で最大の翼幅を持つ飛行艇（2019年まで）。
- ノースアメリカンT-39セイバーライナー
  - ロックウェル・コリンズの1964 セイバーライナー モデル 50（テール番号N50CR）は、1976年にエバーグリーンに買収され、現代の商用および軍用アビオニクスの形成に役立つ飛行試験プロジェクトに使用された。航空機は約8,000時間飛行し、5,000回以上着陸した。2013年1月に博物館に寄贈[16]。
- ロッキードSR-71Aブラックバード
  - このブラックバード（Ser. No. 61-7971）は、1995年にNASAとUSAFによって復活し、使用された3つのうちの1つ。その最後の飛行は1996年2月1日[17]。
- マーティンタイタンIISLV宇宙ロケット
  - このミサイル、シリアル番号66-4319またはB-108は、製造された108個のタイタン-IIICBMの最後のもの。科学、気象、軍事衛星の打ち上げ用に改造された14のタイタン-IIの1つであり、打ち上げられないのはグループ内の1つだけである。展示品には、カリフォルニアでタイタン23Gの打ち上げに使用されたタイタンII打ち上げ制御センター機器が含まれる。
- タイタンIV
  - 残り2機のタイタンIVロケットのうちの1機。屋外ディスプレイ。展示品には、タイタンIVB＃K-40のコアステージと、固体ロケットモーターの一部の部品が含まれる[18]。
- マクドネルダグラスF-15Aイーグル
  - この航空機は、マイケルキングスミスを偲んでエバーグリーン本社の台座に展示されている。
- マクドネルダグラスF-4ファントムII
- マーキュリー宇宙カプセル
- メッサーシュミット262 （レジェンドフライヤーズによる複製）
- Mikoyan Guryevich MiG-17 「フレスコ画」（真のロシア語版）
- ミコヤングリエビッチMiG-21MF 「フィッシュベッド-J」
- ミコヤンMiG-29「フルクラム-A」
- NASA X-38 V-131R
- PGM-11レッドストーン
- スーパーマリンスピットファイア Mk. XVI
- ノースアメリカンX-15 （AFSerで塗装。番号56-6672）。X-15の実物大の木製モックアップで、ロケットエンジンの1つと一緒に展示されている。
- ロッキードF-104スターファイター
- ノースアメリカンF-100スーパーセイバー
- マクドネルダグラスF-4ファントムII
- ゼネラルアトミックMQ-1プレデター

また、エバーグリーン航空の元のヘリコプター隊を反映して、多くの航空機エンジンとヘリコプターが展示されている。

### ギャラリー
展示されている航空機
- SR-71の航空盤
- スプルースグースの翼の下にあるSR-71ブラックバード（SR-71が新しい宇宙ビルに移動する前に撮影）
- B-17G-95DL 44-83785
- ヒューズH-4ヘラクレス
- NASA X-38 クルーリターンビークル  V-131

航空機の画像

### 以前の所有
- ボーイングB-17Gフライングフォートレス AAFSer. No.44-83785 は、1965年のジェームズボンドの映画「007サンダーボール作戦」の最後のシーンで使用された。2015年にコリングス財団（英語版）によって購入[19]。
- メッサーシュミットBf109G-10 / U-4 610937
  - この飛行機は2015年に販売されて、現在は、ストウ (マサチューセッツ州)（英語版）のアメリカ遺産博物館（英語版）にある。これは、現在の状態で飛行できる数少ないBf109の1つである。